# Volkswagen Chico

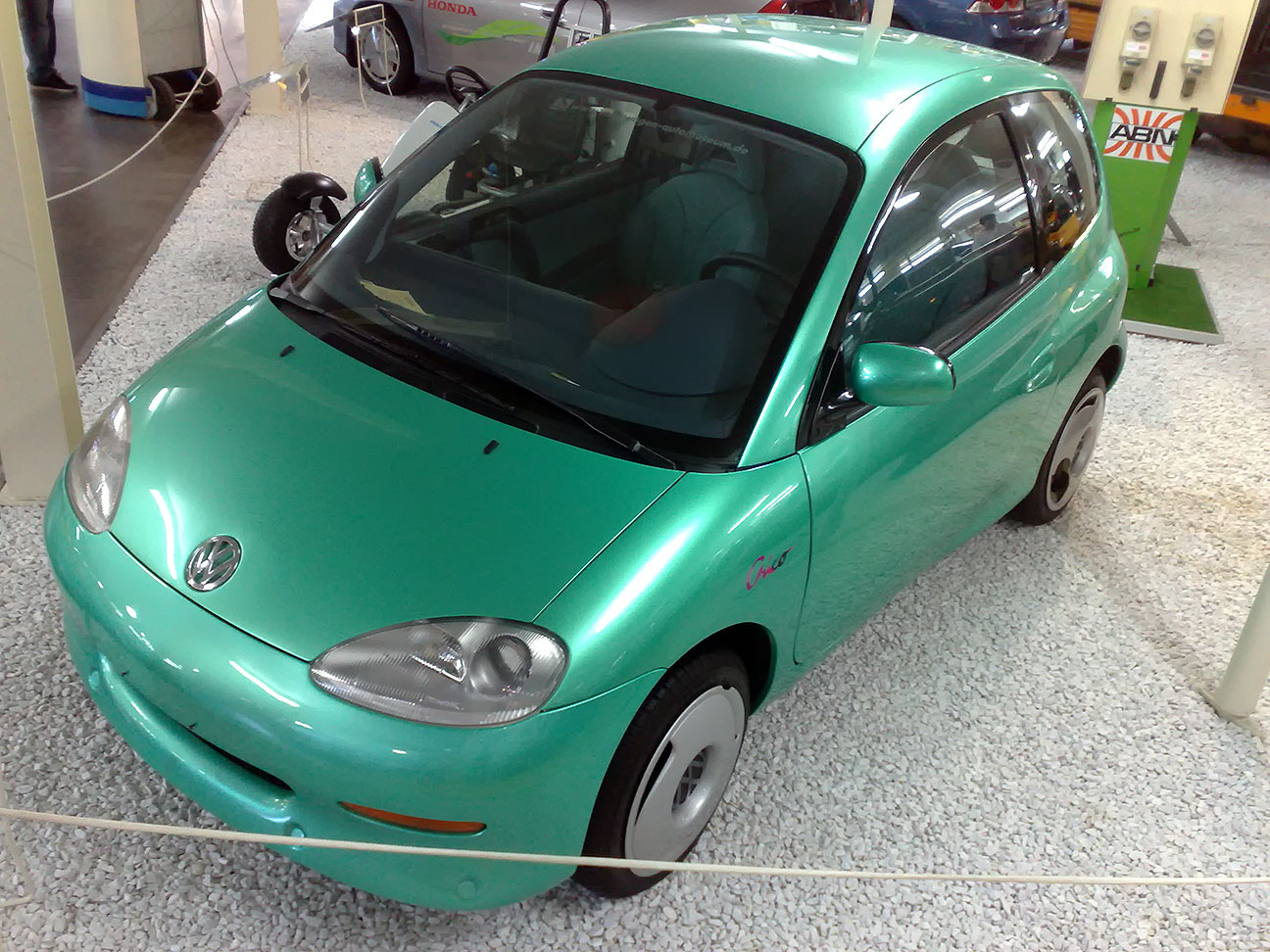
Volkswagen Chico

Volkswagen Chico, byggår 1992, var en kompakt 2+2-sitsig hybridbil utvecklad som en experimentbil för stadstrafik och närliggande områden. Den presenterades på Internationella bilsalongen i Frankfurt (IAA) 1991' och var tänkt att kombinera bränsleeffektivitet med smidig stadskörning.
Drivlinan bestod av en 0,64-liters, tvåcylindrig bensinmotor på 25 kW (34 hk) vid 6000 v/min, tillsammans med en asynkron elmotor på 6 kW (9 hk). Bilen kunde automatiskt växla mellan de två motorerna beroende på hastighet och körförhållanden, där elmotorn användes vid lägre hastigheter och bensinmotorn tog över vid högre hastigheter. Toppfarten var cirka 130 km/h, och vikten uppgick till 830 kg.
Designmässigt var Chico en kompakt halvkombi på 3,15 meter i längd och 1,63 meter i höjd. En unik detalj var dess fyrledade dörrgångjärn, som kombinerade funktionerna hos skjutdörrar och vingdörrar för enklare in- och urstigning. Instrumentpanelen innehöll både en LCD-skärm och en head-up display, där navigations- och fordonsinformation projicerades på vindrutan.
Trots Volkswagens planer på att utveckla Chico vidare och att '50 karosser tillverkades, lades projektet ner 1993 efter ett ledarskifte inom företaget. Endast tre prototyper byggdes och projektet förblev en vision om en bränslesnål stadsbil långt före sin tid.